# Blyths schildstaartslang
Blyths schildstaartslang (Rhinophis blythii) is een slang uit de familie schildstaartslangen of (Uropeltidae).

## Naam en indeling
De wetenschappelijke naam van de soort werd voor het eerst voorgesteld door Edward Frederick Kelaart in 1853. Later werd de wetenschappelijke naam Mytilia templetonii gebruikt.
De soortaanduiding blythii is een eerbetoon aan Edward Blyth (1810 - 1873).

## Uiterlijke kenmerken
Zoals alle schildstaartslangen heeft ook deze soort een sterk verkorte staart met aan het einde een extra dikke schub, de familienaam is hiervan afgeleid: ura betekent staart en pelte betekent schild of plaat. Waarschijnlijk speelt de staartschub daarbij een rol, ook wordt vermoed dat deze dient deze om trillingen te veroorzaken die regenwormen naar boven lokken. Ook zou de schub gebruikt kunnen worden om zich af te zetten onder de grond maar helemaal duidelijk is dat niet.
Deze soort blijft vrij klein en wordt niet groter dan veertig centimeter. De kleur is meestal bruin met een lichte tekening op de buik, maar omdat deze slangen weinig hebben aan kleurenpracht zijn ze meestal uniform gekleurd. De mannetjes zijn van de vrouwtjes te onderscheiden door een dikkere staartwortel en een wat forser lijf; meestal zijn de verschillen pas te zien bij een koppel.

## Levenswijze
Blyths schildstaartslang leidt een verborgen bestaan onder de grond waar diepe holen worden gegraven. Het voedsel bestaat voornamelijk uit wormen en insectenlarven. Deze soort is niet giftig en is eenmaal boven de grond volkomen weerloos.
Vijanden zijn andere slangen, vogels en marterachtigen. De slang is eierlevendbarend; de juvenielen komen direct na het leggen uit. Er is verder niet veel bekend over de biologie en levenswijze omdat de soort vrijwel nooit in gevangenschap is bestudeerd.

## Verspreiding en habitat
Blyths schildstaartslang komt voor in delen van Azië en leeft endemisch in Sri Lanka. De habitat bestaat uit vochtige loofbossen met onder de strooisel- en humuslaag zandgrond zodat een hol gegraven kan worden.